# Burbuja inmobiliaria

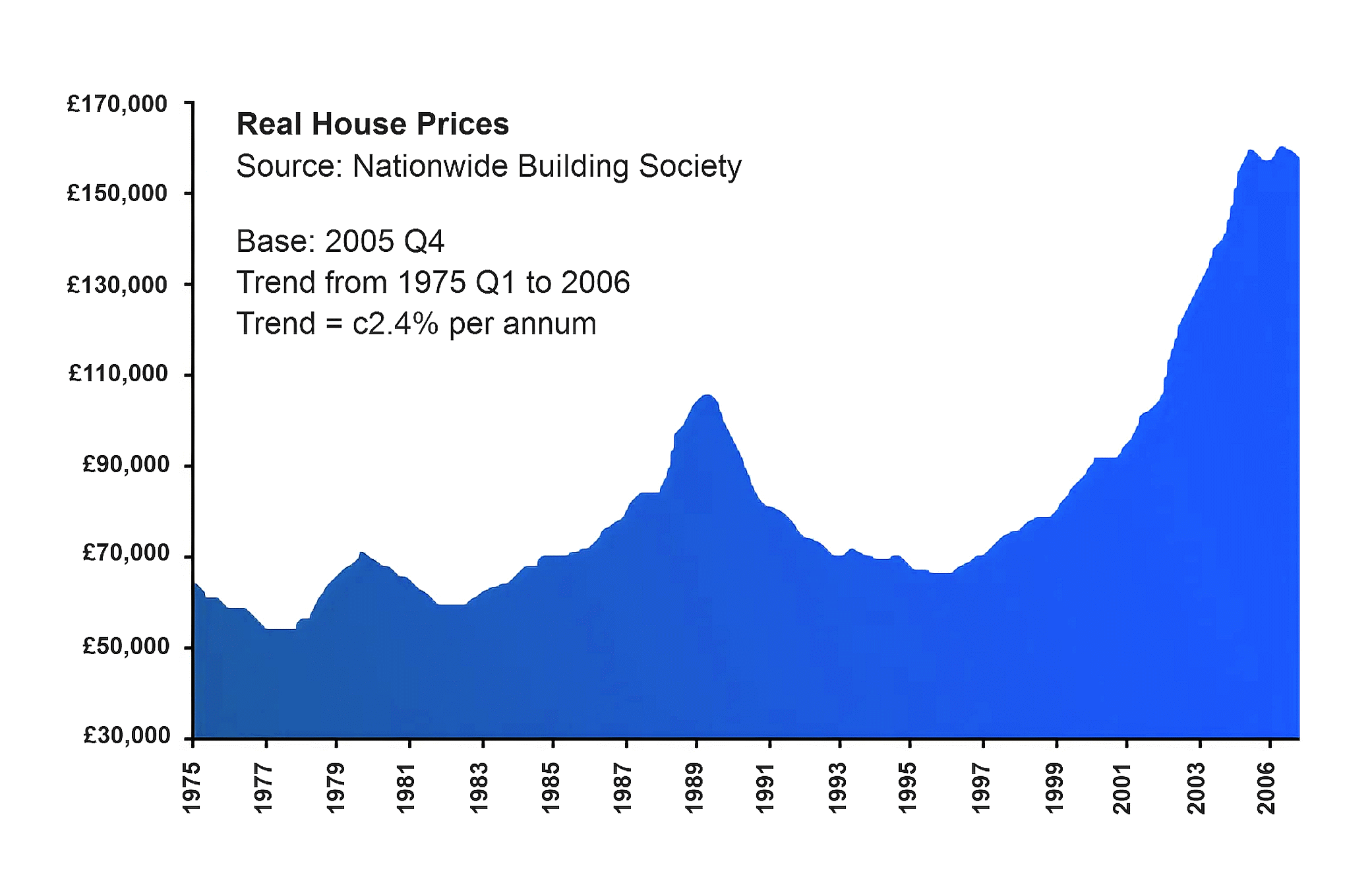
La burbuja inmobiliaria en Gran Bretaña: precios de los inmuebles, ajustados a la inflación, desde 1975 hasta 2006.

Por burbuja inmobiliaria se conoce al avance, en la mayoría de los países industrializados occidentales, de los precios de los bienes inmuebles muy por encima de los del resto de bienes y servicios, materializado en dos oleadas o impulsos durante las dos décadas que van desde mediados de los años 1980 hasta mediada la primera década del siglo XXI, con la consiguiente fractura generacional que ello genera al involucrar un bien básico de consumo obligatorio como es la vivienda.

## Descripción de la burbuja
Los Informes de la Reserva Federal Americana (FED) y de otros organismos económicos oficiales, como la OCDE, reflejan el incremento explosivo del precio de los bienes inmuebles, en prácticamente todos los países industrializados, concentrados en dos períodos: hasta 1989 y hasta 2006.
Alemania y Japón presentan diferencias, en el primer caso, por los costes de la llamada Reunificación alemana, y, en el segundo, por el pronto estallido de la burbuja tras un alza inicial extraordinariamente exagerada (véase: Burbuja financiera e inmobiliaria en Japón).
Los medios de comunicación especializados y otras personalidades relevantes del mundo económico informaron de la burbuja, tardíamente y sin excesiva franqueza, por los créditos a corto plazo que proporcionaba, lo que, al final, ha contribuido a amplificar innecesariamente el resultado desastroso.
Los principales países afectados han sido Dinamarca, Australia, Bélgica, Francia, Grecia, Irlanda, Italia, Holanda, Noruega, España, Portugal, Suecia, Sudáfrica, Nueva Zelanda, Gran Bretaña y Estados Unidos, entre otros, cada uno con intensidad diferente y sus especialidades.

## Origen de la burbuja
La burbuja inmobiliaria arranca en el seno del propio mercado inmobiliario, primero, por razones de índole no solo económica, siendo realimentada al alza, y más adelante, por el abundante crédito hipotecario favorecido por políticas monetarias expansivas. La maduración final de la burbuja inmobiliaria comienza tras el pinchazo de la burbuja, a finales de los años 1990, y la subsiguiente bajada de tipos de interés acordada para combatir sus efectos recesivos; laxitud monetaria intensificada tras los atentados del 11 de septiembre de 2001 y la Guerra de Irak, por un lado, y, por otro, la culminación del proceso de unificación monetaria europea.
Otro factor importante fue la expansión del mercado de obligaciones colateralizadas por deuda (CDO) que incentivó sobremanera la concesión de hipotecas a prestatarios poco calificados y con alto riesgo de impago. Se aprecia que la estructura de dichos productos financieros derivados se alteró notoriamente entre 2000 y 2006, predominando al final del periodo entre los activos que respaldaban activos financieros como las CDO, las hipotecas de baja calificación (y alto riesgo de impago). Las agencias de calificación asignaron calificaciones buenas (triple A o AAA) y bajo riesgo de impago a esos productos financieros, así por ejemplo Standard & Poor's cifró en solo 0,12% (1 entre 850) la probabilidad de impago de varias CDO en los siguientes 5 años a su calificación, aunque posteriormente los datos internos de S&P para calificación revelaron que dicha probabilidad había sido 28% (unas doscientas veces superior). Las quiebras de entidades financieras por culpa de los problemas de las CDO dispararon la crisis económica de 2008-2015 que tendría un impacto diferente en diversas regiones, pero que afectaría notoriamente a los países de renta alta.

## Fin de la burbuja
Por su propia dinámica, la burbuja inmobiliaria ya se encontraba muy madura en 2004, si bien todavía habría que esperar entre uno y dos años más para su desmoronamiento final. En dicho año, la Reserva Federal de los Estados Unidos comenzó a subir los anormalmente bajos tipos de interés no solo para controlar la inflación y administrar el tipo de cambio, sino también con el objetivo no indisimulado de acabar con la burbuja. Desde ese año hasta 2006, el tipo de interés de intervención en Estados Unidos pasaría del 1 % al 5,25 %. El avance del precio de la vivienda, que había sido estridente entre 2001 y 2005, se frenó. Ya en agosto de 2005, el precio de la vivienda comenzó a caer en buena parte de los Estados Unidos. Pronto vendrían las ejecuciones hipotecarias por impago de la deuda. Y el sistema financiero estadounidense comenzaría a tener problemas de solvencia al tener colateralizada su inversión crediticia con inmuebles cuyo valor menguaba y seguiría haciéndolo por mucho tiempo. En Estados Unidos, el total de ejecuciones hipotecarias de 2006 ascendió a 1 200 000, lo que llevó a la quiebra a medio centenar de entidades relacionadas con el negocio hipotecario en el plazo de un año. Para 2006, la crisis inmobiliaria ya se había trasladado a la Bolsa. El índice bursátil de la construcción estadounidense (U.S. Home Construction Index) cayó un 40 %. Finalmente, en agosto de 2007, se declaró la llamada Crisis de las hipotecas subprime.
Lo dicho de Estados Unidos es aplicable a la Unión Europea y concretamente a la eurozona; el Banco Central Europeo partía de un tipo de interés mayor (el 2%), y esperó a finales de 2005 para la escalada del tipo de interés de intervención que habría de acabar con la burbuja y con las distorsiones que había creado en el sistema productivo.